# Serguéi Merkúrov
Serguéi Dmítriyevich Merkúrov, en ruso Сергей Дмитриевич Меркуров ( * según el calendario juliano el 26 de octubre, y de acuerdo con el calendario gregoriano, el 7 de noviembre de 1881, en Alexandrapol, actual Gyumri - † 8 de junio de 1952, Moscú) - fue un escultor monumentalista de la Unión Soviética, de ascendencia griega de Armenia. Artista del Pueblo de la URSS (1943), miembro de la Academia de las Artes de la URSS (1947) y director del Museo Pushkin de Moscú de 1944 a 1949. Merkúrov fue considerado el más grande maestro soviético de las máscaras post mortem.
Merkúrov fue un destacado representante de un estilo moderno académico, empleando los temas de la muerte y los bloques de piedra. Como filósofo de las artes, también utiliza Merkúrov inspiración temática en el ámbito del pensamiento (Monumento de Dostoievski, 1911-1913; la figura-retrato del Pensamiento, 1918). Fue autor de los tres mayores monumentos a José Stalin en la URSS.
Fue miembro de la masónica "Hermandad Unitaria de Trabajadores", la Asociación de Pintores de Rusia y del Partido Comunista Revolucionario de la Unión Soviética. Fue condecorado con la Orden de Lenin, y recibió el Premio Stalin en 1941 y 1951.

## Biografía
Serguéi Merkúrov nació en Alexandrapol (la actual Gyumri, Armenia) en una familia de empresarios. Fue primo de George Ivanovich Gurdjieff, un místico y profesor espiritual armenio-griego.
Estudió en el Instituto de tecnología de Tiflis y en los años 1901-1902 estudió en el Instituto Politécnico de Kiev. Abandonó el instituto tras un escándalo político.
Se trasladó a Suiza. Allí estudió filosofía en la Universidad de Zúrich. También fue discípulo del escultor suizo Adolf Mayer.
En los años 1902-1905 estudió en la Academia de Arte de Múnich, y siguiendo los consejos de su maestro Wilghelm von Ruman, se trasladó a París desde el otoño de 1905 hasta 1907. Allí entró trabajar en el taller de Auguste Rodin. La influencia de Rodin junto a la de Meunier se deja ver en toda su obra.
Merkúrov se había reunido con Vladímir Lenin, cuando el líder revolucionario estaba viviendo en el extranjero, y escuchó sus discursos. Entre otras muchas, la estatua de Lenin que se encontraba en la Plaza Lenin de Ereván durante la época soviética, fue también obra de Merkúrov.

### En Rusia
Merkúrov regresó al imperio ruso en 1907, cuando fue llamado por las autoridades de la Iglesia Apostólica Armenia para ejecutar una máscara mortuoria del Catholicos Mkrtich Khrimian. Fue su primer trabajo de este tipo.
Posteriormente vivió en Tiflis y Yalta. En el otoño de 1910 se trasladó a Moscú y el 7 de noviembre hizo la máscara mortuoria de Leo Tolstoy. También hizo máscaras de Hovhannes Tumanyan, Vladimir Lenin y su esposa, Máximo Gorki, Vladimir Maiakovski y otras personas famosas.
La técnica en sí no es un proceso fácil. El autor vierte yeso en la cara del cuerpo y se pone un paño en medio de ella. Luego, se vierte otro material como el bronce o yeso dentro de la máscara y así se reproduce la cara a tamaño real del fallecido.
El 12 de abril de 1918 el Consejo de Ministros de la URSS aprobó un decreto "Sobre monumentos del Estado", y el 30 de julio de 1918 aprobó una lista con los nombres de los reformadores de la Historia, que deberían tener representación monumental en las ciudades de Rusia. Para acceder al concurso de ejecución de las esculturas, Merkúrov ya disponía de dos obras que aparecían en la lista: el Fiódor Dostoievski, realizado en 1914 y el León Tolstói, realizado en 1912. La escultura de Dostoievski fue concebido en el año 1905, y fue realizada en granito de Suecia. Tuvo como precedente y modelo un proyecto inconcluso del escultor Alejandro Vertinsky que había sido paralizado en 1914 por la guerra. Tomó como modelo para el rostro, una máscara mortuoria que Merkurov había realizado de Dostoievski en 1910. Fue recibido el monumento con general agrado, haciéndose eco de esta obra algunos poemas de Iván Pribludny.
Merkúrov se convirtió en el escultor más importante de la URSS, recibe regularmente los pedidos estatales para las estatuas de Lenin y Stalin. Él es el director en la creación de tres de los más gigantescos en tamaño: un monumento en Ereván de 49 metros de altura con pedestal, el de Dubna, los monumentos a Lenin y Stalin en los dos lados de la entrada al Canal de Moscú, y en el de la Exposición de la Unión Agrícola de Moscú. Crítico en cuanto su arte, señaló que era "asirio-babilónico" el poder de estos monstruos. Todos ellos fueron demolidos durante el deshielo "de Jruschov" (sólo se conserva la estatua de Lenin en Dubna).
Como Director del Museo Pushkin de Bellas Artes, salvó el monumento de mármol de Carrara de Catalina la Grande, que iba a ser cortado en pedazos, enviado secretamente al Museo Nacional de Armenia en Ereván, donde se ocultó durante décadas y que finalmente regresó a Rusia en 2006.
Para el 70 aniversario de José Stalin, Merkúrov hizo un regalo especial, un costoso monumento de granito llamado "muerte del líder". Stalin se negó a aceptarlo y comenzó un período difícil en la vida del escultor.
A mediados de la década de 1940 acogió en su estudio al escultor Sonomyn Choimbol de la República Popular de Mongolia. En 1953 sus Notas de escultor fueron publicadas.
Merkúrov fue enterrado en el Cementerio Novodevichy en Moscú, la tumba es una estatua conmemorativa de él mismo realizada en 1913 y titulada "Pensamiento".
Museo Merkúrov en Gyumri
En 1984, el Museo Merkúrov se abrió en su casa familiar en Gyumri: la casa familiar había sido construida por el abuelo de Sergéi, Teodor Merkúrov, en 1869 (ver Меркуров, Сергей Дмитриевич).
Las máscaras mortuorias de 59 líderes soviéticos y personas famosas se muestran en el museo, incluida la máscara mortuoria de Lenin, la única original.

## Obras
Merkúrov adquirió fama desde sus primeros trabajos. algunos de ellos son:
- monumento Lev Tolstói de Moscú (1911-1913, construido 1928), estatua de granito, de 1913, en 1972, instalada en el edificio del museo en Prechistenka Tolstói en Moscú.
- monumento a Fiódor Dostoievski en Moscú (1911-1913, construido en 1918), estatua de granito.
- Figura simbólica, de granito "Pensamiento",  de 1913, instalado en la tumba del autor en 1956.
- Monumento a Karl Marx, 1921, Simbirsk

Formó parte de los concursos para la ejecución de los monumentos a Taras Shevchenko en Járkov y la tumba en Kano (en colaboración con Taras Shevchenko, 1933).
Por el monumento a Vladimir Lenin en Kiev (1946).
Ganador del Premio Stalin (1941, 1951).
Las máscaras mortuorias

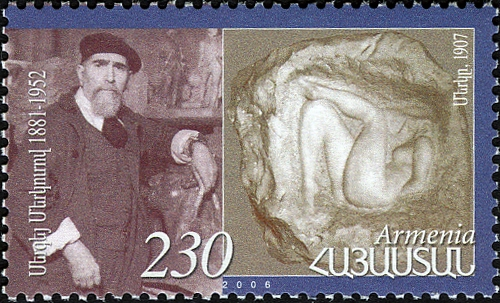
sello armenio de 2006, conmemorando el 125 aniversario del nacimiento del escultor.

Merkurov hizo 300 máscaras post mortem a lo largo de su vida.
- Catholicos Mkrtich Khrimian (Мкртич I Хримян) (fue la primera máscara realizada por Merkurov)
- León Tolstói (Лев Толстой)
- Mijaíl Bulgákov (Михаил Булгаков)
- Andréi Bely (Андрей Белый)
- Vasili Súrikov (Василий Суриков)
- Lenin (Владимир Ленин(Ульянов))
- María Alexandrovna Oulianova (Мария Ульянова)
- Feliks Dzerzhinski (Феликс Дзержинский)
- Sergó Ordzhonikidze (Серго Орджоникидзе)
- Georgi Plejánov (Георгий Плеханов)
- Yákov Sverdlov (Яков Свердлов)
- Clara Zetkin (Клара Цеткин)
- Valerian Kúibichev (Валериан Куйбышев)
- Mijaíl Frunze (Михаил Фрунзе)
- Vladímir Mayakovski (Владимир Маяковский)
- Sergéi Eisenstein (Сергей Эйзенштейн)
- Kote Marjanishvili (Котэ Марджанишвили)
- Borís Sháposhnikov (Борис Шапошников)
- Valeri Tchkalov (Валерий Чкалов)

Lápidas
- Lápida de Vladimir Guiliarovski 1937-1941

Placas conmemorativas en el muro del Kremlin
- Feliks Dzerzhinski
- Andréi Zhdánov
- Mijaíl Kalinin
- Yákov Sverdlov
- Mijaíl Frunze